# سميرة حلايقة
سميرة عبد الله عبد الرحيم حلايقة سياسية فلسطينية وعضو المجلس التشريعي الفلسطيني الثاني. 
عملت كمراسلة وصحافية لسنوات. ترشحت ضمن قائمة التغيير والإصلاح في انتخابات التشريعية الفلسطينية عام 2006 وأصبحت نائبة في المجلس التشريعي الفلسطيني؛ وعضوًا في المجلس الوطني الفلسطيني، ونشطت في لجنة المصالحة في أعقاب الانقسام الفلسطيني.  اعتقلتها إسرائيل عام 2017.